# Leichtathletik-Weltmeisterschaften 2017/Teilnehmer (Palästinensische Autonomiegebiete)
| Gelbes Symbol für Goldmedaillen mit stilisierten Olympischen Ringen | Graues Symbol für Silbermedaillen mit stilisierten Olympischen Ringen | Braundes Symbol für Bronzemedaillen mit stilisierten Olympischen Ringen |
| ------------------------------------------------------------------- | --------------------------------------------------------------------- | ----------------------------------------------------------------------- |
| —                                                                   | —                                                                     | —                                                                       |

Von den Palästinensischen Autonomiegebieten wurden eine Athletin und ein Athlet für die Weltmeisterschaften in London nominiert.

## Ergebnisse

### Frauen

#### Laufdisziplinen
| Athletin      | Disziplin | Vorlauf | Vorlauf | Halbfinale | Halbfinale | Finale       | Finale |
| Athletin      | Disziplin | Zeit    | Platz   | Zeit       | Platz      | Zeit         | Platz  |
| ------------- | --------- | ------- | ------- | ---------- | ---------- | ------------ | ------ |
| Mayada Sayyad | Marathon  |         |         |            |            | 2:54:58 h PB | 68     |

### Männer

#### Laufdisziplinen
| Athlet          | Disziplin | Vorlauf | Vorlauf | Halbfinale | Halbfinale | Finale | Finale |
| Athlet          | Disziplin | Zeit    | Platz   | Zeit       | Platz      | Zeit   | Platz  |
| --------------- | --------- | ------- | ------- | ---------- | ---------- | ------ | ------ |
| Wesam al-Massri | 800 m     | DNS     | DNS     | –––        | –––        | –––    | –––    |